# Srizbi
Srizbi (также известен как  Cbeplay или Exchanger) — ботнет, созданный для рассылки спама. Впервые появился 31 марта 2007 года. Рассылал более 60 млрд сообщений спама в день (около 45—46 % от всего спама в Интернете), в апреле — мае 2008 года являлся первым по рассылке спама ботнетом, в это же время его размер был равен 300, 310 или 450 тыс. ботов. Был известен широкой рассылкой видеофайлов знаменитостей порнографического характера, которые на самом деле скачивали вредоносное ПО, а также миллионов писем спама, связанных с республиканцем Роном Полом. Ботнет содержал в своём теле руткит. Одним из авторов Srizbi является украинец под псевдонимом «vlaman».
В ноябре 2008 года серверы Srizbi были отключены от Интернета, в результате чего ботнет понёс значительный ущерб. Через некоторое время хакерами была предпринята попытка возродить Srizbi, однако она оказалась сравнительно неудачной, новые серверы ботнета располагались в Эстонии.

## Pitou
Pitou — созданное для рассылки спама вредоносное ПО. Как предполагается, было основано на Srizbi или является его другой версией, так как у обеих программ одинаковое предназначение и некоторые схожести в коде. Наибольшее количество заражений Pitou произошло в Бразилии, Перу, Египте, Вьетнаме и Венесуэле.